# Snowbasin

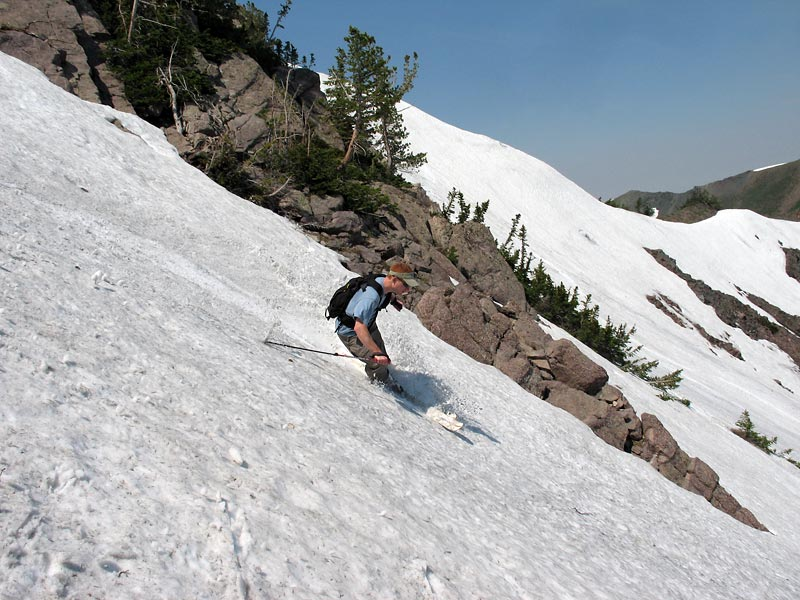
Esquiador a Snowbasin al juny.

Snowbasin és una estació d'esquí situada a Ogden (Utah, Estats Units) destinada a la pràctica de l'esquí alpí. Considerada una de les estacions d'esquí més antigues del país, amb orígens que es remunten a la dècada del 1930, fou seu durant la realització dels Jocs Olímpics d'Hivern de 2002 celebrats a Salt Lake City de les proves de descens, super gegant i combinada alpina.